# ふるさと探訪 (NHK北九州)
ふるさと探訪（ふるさとたんぼう）は、NHK北九州放送局が制作し放送する1分間の紀行番組。

## 概要
2009年放送開始。NHK北九州のエリアである、北九州市・遠賀・京築・田川・直鞍・嘉飯の各市町村にある自然や歴史的遺構を、統一したピアノ曲に載せてナレーションを入れずに紹介する。
1分番組だが、スポットではなく、EPGでも番組として扱われるほか、2015年からは『ニュースブリッジ北九州』でも穴埋めに流されることがある（その際収録年次も表示）。またNHKの紀行番組サイト“みちしる”では内容を動画配信しているが、著作権の関係でBGMは別のピアノ曲に差し替えられている。

## 作品リスト
放送回については、EPGで示されたところに拠った。
| 回 | 取材対象                        | 所在地               | 備考                              |
| -- | ------------------------------- | -------------------- | --------------------------------- |
| 1  | 永沼家住宅                      | 京都郡みやこ町       |                                   |
| 2  | 豊前国分寺                      | 京都郡みやこ町       |                                   |
| 3  | 本庄の大楠                      | 築上郡築上町         | この回のみ特に別途5分版が作られた |
| 特 | 山あいに響く大楠の調べ（5分版） | 築上郡築上町         | この回のみ特に別途5分版が作られた |
| 4  | 千手観音堂                      | 豊前市               |                                   |
| 5  | 石坂（いっさか）トンネル        | 田川郡赤村           |                                   |
| 6  | 河内貯水池                      | 北九州市八幡東区     |                                   |
| 7  | 部埼灯台                        | 北九州市門司区       |                                   |
| 8  | 皿倉山                          | 北九州市八幡東区     |                                   |
| 9  | 綱敷天満宮                      | 築上郡築上町         |                                   |
| 10 | 芦屋釜                          | 遠賀郡芦屋町         |                                   |
| 11 | カッパ地蔵                      | 北九州市若松区       |                                   |
| 12 | 菅生の滝                        | 北九州市小倉南区     |                                   |
| 13 | 山野の石像群                    | 嘉麻市               |                                   |
| 14 | 英彦山がらがら                  | 田川郡添田町         |                                   |
| 15 | 曲里の松並木                    | 北九州市八幡西区     |                                   |
| 16 | 天目山興国寺                    | 田川郡福智町         |                                   |
| 17 | 長谷観音                        | 鞍手郡鞍手町         |                                   |
| 18 | 王塚古墳                        | 嘉穂郡桂川町         |                                   |
| 19 | 藤江氏魚楽園                    | 田川郡川崎町         |                                   |
| 20 | 篠崎八幡神社 蛇の枕石           | 北九州市小倉北区     |                                   |
| 21 | 世界平和パゴダ                  | 北九州市門司区       |                                   |
| 22 | 八剱神社の大イチョウ            | 遠賀郡水巻町         |                                   |
| 23 | JR九州門司港駅                  | 北九州市門司区       | 全面改修前の取材                  |
| 24 | 畑冷泉                          | 豊前市               |                                   |
| 25 | 平尾台 千仏鍾乳洞               | 北九州市小倉南区     | 2013年制作                        |
| 26 | 堀川の中間唐戸                  | 中間市               | 2014年制作                        |
| 27 | 春吉の眼鏡橋                    | 北九州市小倉南区     |                                   |
| 28 | 小倉城                          | 北九州市小倉北区     |                                   |
| 29 | 掩体壕（えんたいごう）          | 行橋市               |                                   |
| 30 | 紫川                            | 北九州市小倉北・南区 | ミニドラマ仕立ての演出            |
| 31 | 和布刈公園                      | 北九州市門司区       |                                   |
| 32 | 手向山公園                      | 北九州市小倉北区     |                                   |
| 33 | 高塔山公園                      | 北九州市若松区       | 2015年制作                        |

### 地域別取材回数
第33回まで
- 北九州市企救（門司・小倉）…11
- 北九州市東遠賀（若松・八幡・戸畑）…5
- 中間・西遠賀（現遠賀郡）…3
- 京都・築上…7
- 田川…4
- 直方・鞍手…1
- 嘉麻・飯塚・桂川…2